# Winnipeg Folk Festival

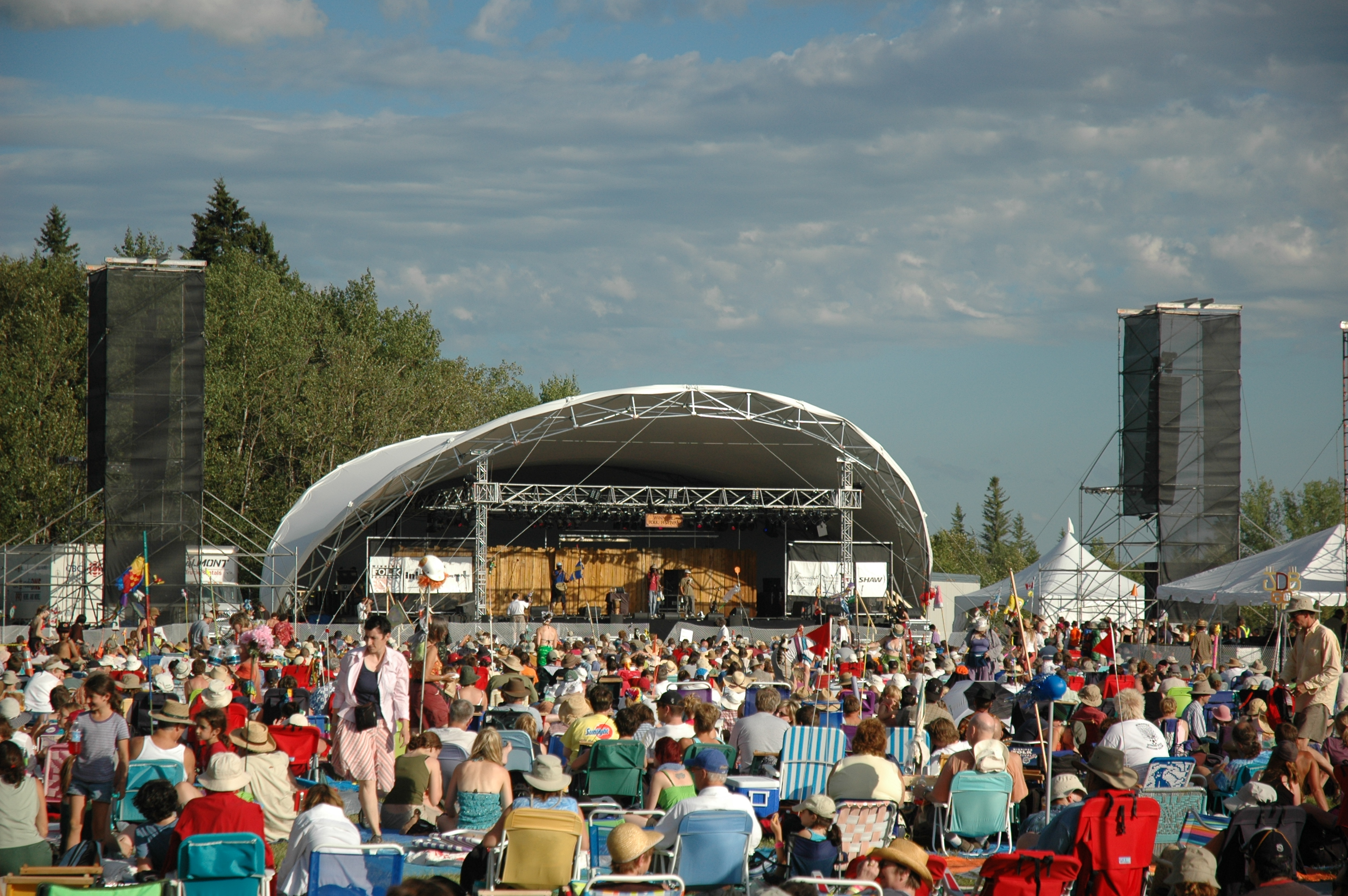
Bild des Winnipeg Folk Festival im Jahr 2006.

Das Winnipeg Folk Festival ist ein Musikereignis im Birds Hill Provincial Park außerhalb der Stadt Winnipeg in Kanada.
Ursprünglich war das Festival einmalig für das hundertste Stadtjubiläum von Winnipeg gedacht, doch mittlerweile ist es zu einem großen Event gewachsen, das 55.000 Musiker und Gäste aus aller Welt anzieht. Es wird jährlich in der zweiten Juliwoche von Donnerstag bis Freitag abgehalten. Viele verschiedene Musikrichtungen werden von internationalen wie auch lokalen Musikern präsentiert.